# باربارا ویندسور
 باربارا ویندسور (انگلیسی: Barbara Windsor؛ زادهٔ ۶ اوت ۱۹۳۷-۱۰ دسامبر ۲۰۲۰) یک هنرپیشه اهل بریتانیا است. وی از سال ۱۹۵۰ میلادی تاکنون مشغول فعالیت بوده‌است.
از فیلم‌ها یا برنامه‌های تلویزیونی که وی در آن نقش داشته است می‌توان به ادامه بده و درباره فیدل اشاره کرد.